# 火星人と今日子と醤油
『火星人と今日子と醤油』（かせいじんときょうことしょうゆ）は、4コマ漫画家の師走冬子の作品内で描かれる、架空の小説作品。作者は、『スーパーメイドちるみさん』の登場人物である、SF作家の原田潤一。

## 作品概要
オムニバス形式の作品で、汎用主人公の今日子が様々な状況で火星人がらみの問題に遭遇し、醤油を使って問題を鮮やかに解決していくストーリー。
原田潤一はもともと推理小説作家であったが、あまり売れておらず有名ではなかった。そこで、当時の担当編集者であった初美（後に結婚）の勧めにより、この作品が執筆された。初美との死別後にこの作品は売れ始め、売上トップとなるほどのベストセラーとなり、第40巻まで刊行されている。これは「今月の新刊」として太陽新聞2006年5月8日付号外に広告が掲載されている。べち出版刊。
2006年にはアメリカのビレッジ・アイズ出版が主催する「ゴールド・ホエール賞」を受賞している。
作者の息子2人が「面白さが分からない」と語っていることから、主な購読層は女性とみられる。

## 漫画化
『スーパーメイドちるみさん』の単行本化の際に、カバー裏での企画として漫画化された。今日子は、本編の主人公である香田ちるみに似せて描かれている。
| 話数       | 掲載箇所           | 作画者                                | 今日子の職業           | 発生した問題                         | 醤油の役割                                         | 師走冬子の休載理由     |
| ---------- | ------------------ | ------------------------------------- | ---------------------- | ------------------------------------ | -------------------------------------------------- | ---------------------- |
| 第1話      | 第1巻表紙          | 師走冬子                              | ウェートレス           | コーヒーに火星人の足が入っている     | 味を良くする                                       | ―――                    |
| 第2話      | 第1巻裏表紙        | おーはしるい                          | 学生（高校生?）        | 初デートの相手が火星人               | 日本人化                                           | 水無神社どぶろく祭り   |
| 第3話      | 第2巻表紙          | 師走冬子                              | 巫女                   | 幽霊に憑かれた客                     | 火星人の守護霊化                                   | ―――                    |
| 第4話      | 第2巻裏表紙        | 小笠原朋子                            | ナース                 | 手が火星人の手になった患者           | 点滴で地球人化                                     | 花馬祭り               |
| 第5話      | 第3巻表紙          | 師走冬子                              | アイドル               | 共演者のギターの弦が切れた           | 火星人ギター化                                     | ―――                    |
| 第6話      | 第3巻裏表紙        | 荒巻ユミ                              | メガネっこ             | メガネフェチの火星人が迫る           | 眼鏡をサングラスに                                 | 大国魂神社くらやみ祭り |
| 第7話      | 第4巻表紙          | 師走冬子                              | （後述）               | （後述）                             | （後述）                                           | ―――                    |
| 第8話      | 第4巻裏表紙        | 倉田ジュリ                            | 改造人間               | 今日子の偽者が現れる                 | 最終兵器として用いる                               | おかめ節分祭り         |
| 第9話      | 第5巻表紙          | 師走冬子                              | （後述）               | （後述）                             | （後述）                                           | ―――                    |
| 第10話     | 第5巻裏表紙        | 松田円                                | 水族館員               | イカの水槽に火星人が増殖する         | イカした味にする                                   | 花奪い祭り             |
| 〈番外編〉 | ドラマCDジャケット | 師走冬子                              | 声優                   | マイクが壊れて収録できない           | 醤油マイクで火星語テイストに                       | ―――                    |
| 第11話     | 第6巻表紙          | 師走冬子                              | アイドル               | 無口な木星人・香子登場               | タバスコを飲ませて酔わす                           | ―――                    |
| 第12話     | 第6巻裏表紙        | 水城まさひと                          | 宇宙艇長               | 火星人のビーム攻撃                   | 食欲増進テイストに                                 | うれしのあったか祭り   |
| 第13話     | 第7巻表紙          | 師走冬子                              | （後述）               | （後述）                             | （後述）                                           | ―――                    |
| 第14話     | 第7巻裏表紙        | 岩崎つばさ                            | 幼稚園児               | 火星人の砂場占拠                     | 住みわけテイストに                                 | 層雲峡氷瀑まつり       |
| 外伝       | オールカラー版01   | 師走冬子                              | （後述）               | （後述）                             | （後述）                                           | ―――                    |
| 第15話     | 第8巻表紙          | 師走冬子                              | 教師                   | 生徒が0点を取った                    | 火星人の生き物テイストに                           | ―――                    |
| 第16話     | 第8巻裏表紙        | 森ゆきなつ                            | 子供を守る妖怪         | タコのオバケ                         | 邪気退散テイストに                                 | 犬山祭                 |
| 第17話     | 第9巻表紙          | 師走冬子                              | サンタクロース         | 「妹が欲しい」と要望される           | タコを妹テイストに                                 | ―――                    |
| 第18話     | 第9巻裏表紙        | なかま亜咲                            | 浴衣の女性             | 墓地でタコのオバケに遭遇             | 邪気退散（の予定だったがもっと怖くなってしまった） | 善神祭り               |
| 第19話     | 第10巻表紙         | 師走冬子                              | 怪盗（義賊）           | 刑事が張り込んでいる                 | 宝石を火星人イミテーションテイストに               | ―――                    |
| 第20話     | 第10巻裏表紙       | 荒井チェリー                          | 魔法少女               | 火星人が大暴れ                       | ベタにして見なくていいテイストに                   | 香取神宮だんご祭り     |
| 第21話     | 第11巻表紙         | 師走冬子                              | 花嫁                   | 新郎が逃げた                         | （未使用）代わりに火星人と結婚する？？             | ―――                    |
| 第22話     | 第11巻裏表紙       | 武礼堂（はまむらとしきり/村正みかど） | 地下プロレスのレスラー | 火星人の覆面レスラーに技をかけられる | 悪役レスラーテイストに                             | 千本釈迦堂の大根焚き   |
| 第23話     | 第12巻表紙         | 師走冬子                              | 日常                   |                                      |                                                    | ―――                    |
| 第24話     | 第12巻裏表紙       | 弓長九天                              | 火星人との戦争         | 生命の破滅                           | 人類の過ちをなかったことに                         | 白馬祭り               |

- 〈番外編〉を除き、原案：原田潤一、タイトルロゴ協力：弓長九天。
- 話数は便宜的に付したものである（〈番外編〉を除き、作中には記されていない）。
- 掲載箇所は、〈番外編〉以外はすべて芳文社刊『スーパーメイドちるみさん』の単行本のカバー裏である。
- 第8話の作画者である倉田ジュリは、2005年1月31日に没したため、本作品が遺稿となった。

第7話においては、今日子の友人として、新たに金星人の明日香（『スーパーメイドちるみさん』の唐沢ちゆりに似せて描かれている）が登場し、食べ物でないものを金星人好みの味にするためにソースを用いた。また第9話においては、月から長官（同じく『スーパーメイドちるみさん』の鬼原ちまきに似せて描かれている）が登場し、故障した物をマヨネーズで直している。第13話においては土星人配達員のミラ（同じく『スーパーメイドちるみさん』の漆田ちおりに似せて描かれている）が登場し、朱肉の代わりにケチャップを使おうとしているが切れていたため血判を押させようとしている。
醤油は、第2・4話では火星人的なものを地球人的に変化させているのに対し、第3・5話では地球人的なもの（または不明なもの）を火星人的に変化させている。地球人の通常の味覚ではコーヒーに醤油を入れたりはしないので、第1話も後者に分類できるだろう。
即ち、師走冬子が作画した回においては、醤油は地球人的なものを火星人的に変化させるものであると解釈され、師走以外が作画した回においては、全く逆の（どちらかといえば通常の地球人の感覚に近い）解釈がなされている、といえる。更に、第7話においては、ソース（一般的な日本の食堂などでは醤油の隣に並べられている調味料）を、金星人（金星はラテン語の表意文字では「♀」で表され、火星が「♂」で表されるのと対になっている）的なものに変化させるために用いている。
実際にはまだ描かれていないが、“血まみれのスケート靴”に関するエピソードが存在することが確認されている。
「外伝」は、初めて表紙・裏表紙と続く内容となっている。ここでは、今日子は「誰かを探して、宇宙をあちこち旅する人」として登場。宇宙旅行のパートナーは、マグネシア・K・ニューパートンという宇宙人。今日子からは「まぐ」と呼ばれている。言葉づかいから地球人で言う男性に相当すると思われる。耳たぶがとがっている。頭はカールした長い毛が1本生えているだけ。ツリ目で、ふだんから気難しそうな表情をしている。火星在住だが火星人ではない。今日子がおやつに出す地球の菓子が嫌い（今日子が醤油をかけようとする（火星テイストにしようとしている?）が、マグネシア自身は「いらない」と言う）。

## CDドラマ
2006年6月23日に発売されたドラマCD『スーパーメイドちるみさん』に、本作品5本がボイスドラマとして収録されている。いずれも、約1分ずつの超ミニドラマ。
各話タイトルは、以下の通り。
- 第一話「歌劇団・舞台」
- 第二話「市営プール・プールサイド」
- 第三話「事件現場」
- 第四話「野球場」
- 第五話「採石場」

担当声優は、以下の通り。
- 今日子：斎藤桃子
- 男性：浪川大輔（各話内容により男優、プールの客、キャッチャー、警部など）
- 金星人の戦隊メンバー：庄子裕衣（配役名は出ていないが明日香に相当／『スーパーメイドちるみさん』では唐沢ちゆり役）
- 月の長官（第四話）・月人の戦隊メンバー（第五話）：ミルノ純（『スーパーメイドちるみさん』では鬼原ちまき役）